# Sân bay Loakan
Sân bay Loakan (tiếng Filipino: Paliparan ng Loakan, tiếng Ilokano: Pagtagitayaban ti Loakan) (IATA: BAG, ICAO: RPUB) là một sân bay phục vụ khu vực Thành phố Baguio, tỉnh Benguet ở Philippines. Đây là sân bay cấp thương mại nội địa chính theo xếp hạng của Cục Giao thông hàng không, một cục thuộc Bộ Giao thông Vận tải.

## Các hãng hàng không và các tuyến điểm

### Các hãng hiện tại
Các hãng hàng không sau đang hoạt động tại sân bay này:
- Asian Spirit (Manila)

### Các hãng trước đây
- Air Philippines
- Philippine Airlines
- South East Asian Airlines

## Liên lết ngoài
- Official website of Baguio City
- Aerial photo trên trang Wikimapia
- Lịch sử tai nạn của BAG / RPUB theo Aviation Safety Network

Bản mẫu:Major airports in the Philippines